# ElectroRail
ElectroRail N.V. (afgekort ER) was van 1948 tot 1999 een dochteronderneming van de Nederlandse Spoorwegen (NS), gericht op toepassingen van elektronica. Het hoofdkantoor was gevestigd aan de 2e Daalsedijk 8 in de Nederlandse stad Utrecht. Het is ontstaan uit het Spoorweg Bouw Bedrijf (SBB), toen gevestigd in Maarssen. De meeste voormalige bedrijfsonderdelen van ElectroRail zijn thans eigendom van Koninklijke Volker Wessels Stevin.

## Bedrijfsstructuur
ER had diverse bedrijfsonderdelen:
- Electrische Machines (EM) aan de Cartesiusweg 90. Hier vonden revisies plaats van alle treinmotoren, kleine elektromotoren en frequentieomvormers van NS en ook van die van de Amsterdamse tram en de Arnhemse trolleybus. De afdeling wisselstellers verhuisde later naar de Daalsedijk maar zit nu in Houten aan Loodsboot.
- Electrocoat[1] aan de Cartesiusweg 120. Hier werden met een speciale coating de metalen palen van NS tegen roest beschermd, in samenwerking met de firma Van Gulik. Door de geringe omvang van de huisvesting kon niet aan de behoefte worden voldaan, waardoor dit onderdeel van ER failliet ging. Van Gulik zette dit werk echter voort in De Meern.
- HAS (voorheen Hoogovens Automation Systems en Arsycom), een Amsterdams elektronicabedrijf dat werd overgenomen in de jaren negentig, waardoor ER er een elektronicadivisie bij kreeg. Door deze strategische keuze verzekerde men zich van opdrachten van Rijkswaterstaat, onder meer voor de besturing van matrixborden langs de snelweg. Onder de naam Vialis breidde men deze activiteit uit tot buiten de landsgrenzen. Ook leverde ER besturingselektronica voor de kippenbranche, onder andere de apparatuur om automatisch kippen te voederen en eiersorteermachines voor Moba en Staalkat.[2][3]
- Plaat en Constructie (P&K) aan de Daalsedijk, waar plaatwerk werd vervaardigd en apparatuur als spoorwegseinen, bovenleidingsschakelaars en snelschakelaars werden gerevideerd. Later kwamen hier ook de wisselstellers en de kastenbouw bij.

Om economische redenen werd besloten de activiteiten te concentreren in één pand aan de Kwekerijweg in Zeist tegenover station Driebergen-Zeist. Twee bedrijfsonderdelen verhuisden niet mee: EM bleef een NS-dochter en verhuisde in 2012 als Ematech Nedtrain BV naar Tilburg. P&K, ontstaan in de jaren zeventig, draagt na privatisering de naam P&K Rail BV. en is als enige nog steeds gevestigd aan de Daalsedijk.
Toen ER door Europese regelgeving geen monopoliepositie mocht innemen, werd besloten het bedrijf in drie onderdelen te splitsen. Een gedeelte ging naar NMB-Amstelland, het tweede naar Strukton en het derde naar Volker Stevin. Er kwam in 1999 een nieuwe naam, Vialis, en het bedrijf ging daarbij over naar VolkerWessels. Door de snelle groei van telecommunicatie werd besloten deze tak onder te brengen bij Volker Stevin (later VolkerWessels Telecom) en naar Houten te verhuizen. Binnen Houten hebben diverse verhuizingen plaatsgevonden, zowel van VolkerWessels Telecom als van Vialis.
Vialis heeft zijn aandeel in de OV-chipkaartactiviteiten op 1 oktober 2010 overgedragen aan Thales.

## Fotogalerij

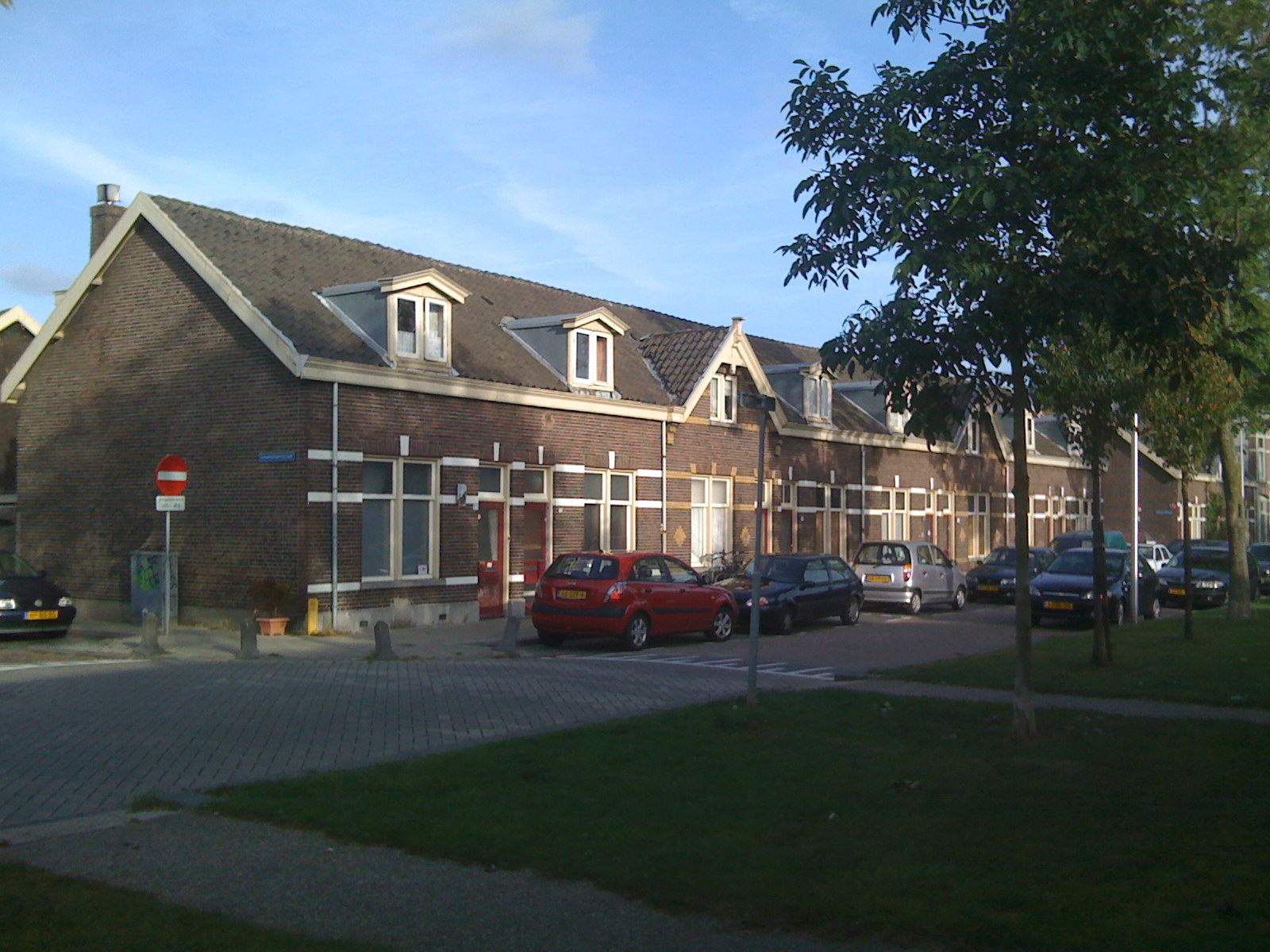
2de Daalsedijk te Utrecht Nederland.
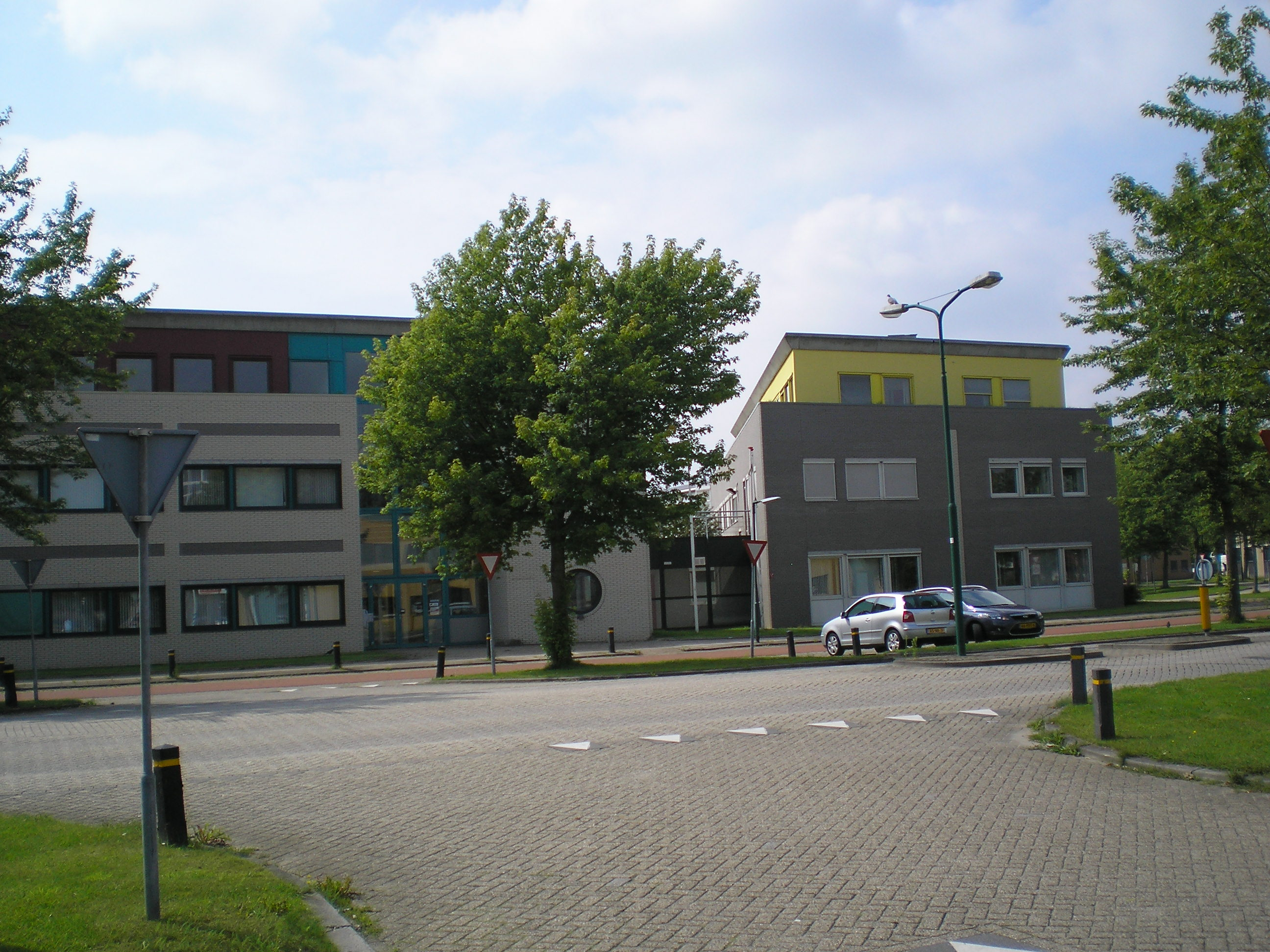
Telecom Volker Stevin Molenzoom 20 te Houten Nederland.
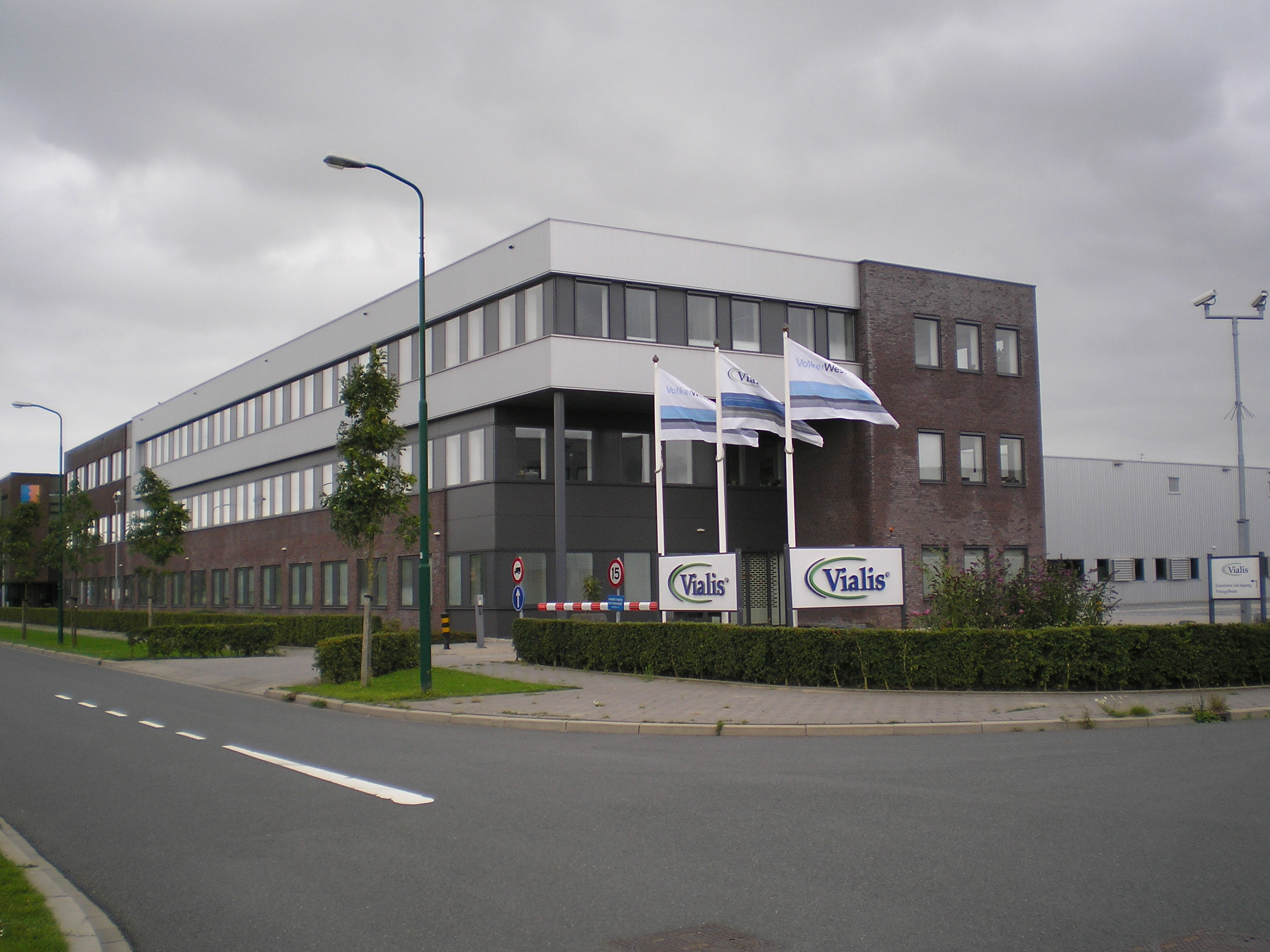
Vialis VolkerWessels Loodsboot 15 te Houten Nederland.
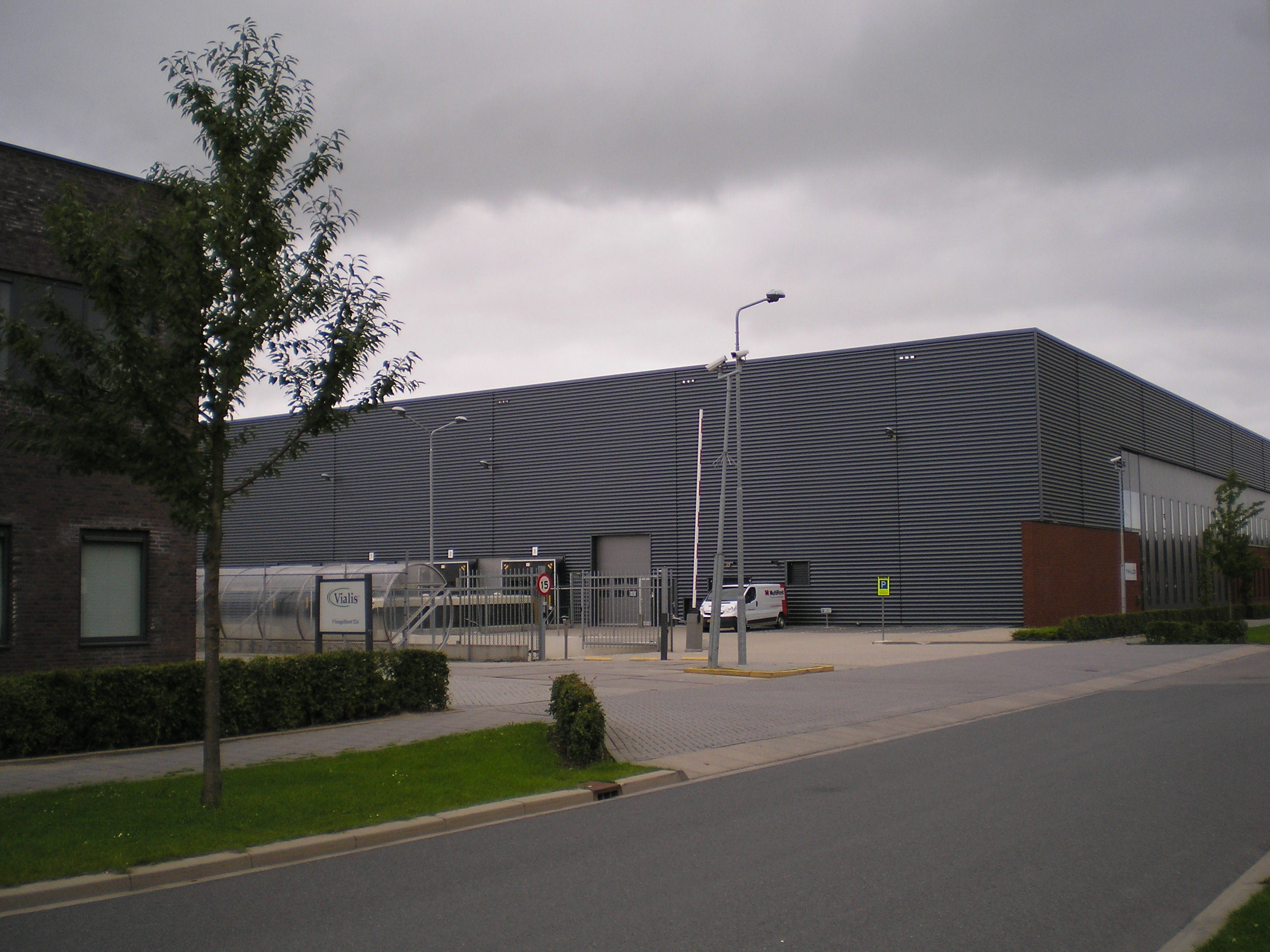
Vialis en Thales[9] aan de Vleugelboot te Houten Nederland.
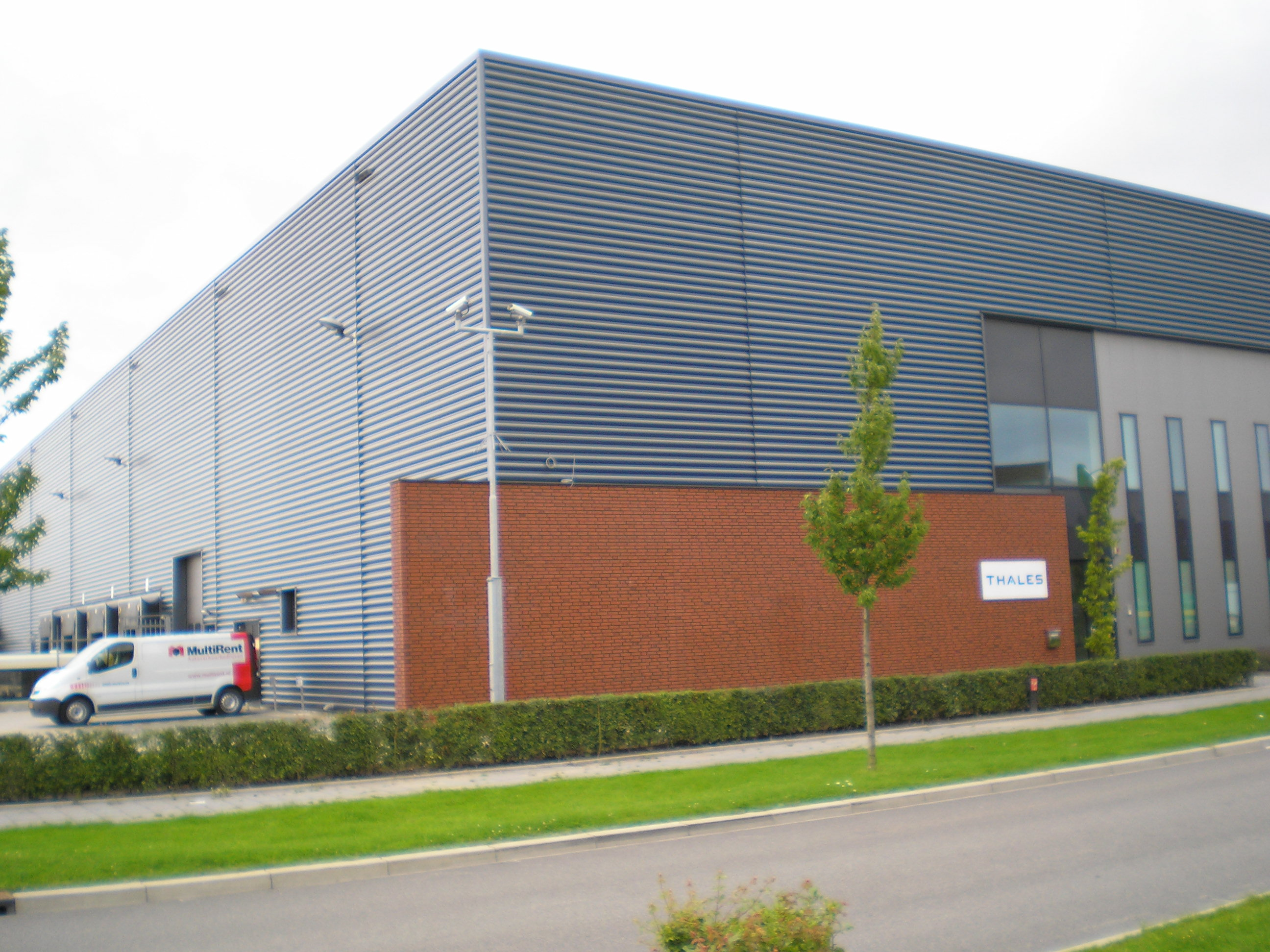
Thales te Houten, ex-Vialis

Hedendaags:
Douwe Egberts ·
HUBO ·
Koninklijke Jongeneel ·
Mediq ·
UMS Pastoe ·
Rabobank ·
Stork ·
Strukton ·
Vitens ·
WE

Niet meer bestaand:
Charles Vögele ·
De Korenschoof ·
De Landbouw ·
Demka ·
ElectroRail ·
GVU ·
Batterijenfabriek Herberhold ·
Hooghiemstra ·
Gemeentelijke Gasfabriek ·
Jan Jongerius N.V. ·
N.V. L B Kagenaar ·
Lood- en Zinkpletterij Hamburger ·
Lubro ·
Machinefabriek Jaffa ·
Nieaf ·
Olland · 
Pannevis · 
PEGUS ·
N.V. Philips Lasstavenfabriek ·
PUEM ·
Systeem Coq ·
Van Boekhoven - Bosch ·
Werkspoor